# Flacourtieae
Flacourtieae, tribus u porodici Salicaceae koji su nekada bili uključeni u danas nepriznatu porodicu Flacourtiaceae Rich. ex DC., nom. cons.

## Rodovi
1. genus Azara Ruiz & Pav.
2. genus Bennettiodendron Merr.
3. genus Carrierea Franch.
4. genus Dovyalis E. Mey. ex Arn.
5. genus Flacourtia Comm. ex L'Her.
6. genus Idesia Maxim.
7. genus Itoa Hemsl.
8. genus Lasiochlamys Pax & K. Hoffm.
9. genus Ludia Comm. ex Juss.
10. genus Olmediella Baill.
11. genus Poliothyrsis Oliv.
12. genus Tisonia Baill.
13. genus Xylosma G. Forst.